# Tallholmen (sydväst om Vättlax, Raseborg)
Tallholmen är en ö i Finland. Den ligger i Skärgårdshavet sydväst om Vättlax i kommunen Raseborg i den ekonomiska regionen  Raseborg i landskapet Nyland, i den sydvästra delen av landet. Ön ligger omkring 120 kilometer väster om Helsingfors.
Öns area är 6 hektar och dess största längd är 0,6 kilometer i sydöst-nordvästlig riktning.